# The Dream (Miles Davis)
Pour les articles homonymes, voir The Dream.
Clip vidéo
[vidéo] « Miles Davis - The Dream », sur YouTube
The Dream (littéralement « Le Rêve ») est un thème musical de jazz fusion, du trompettiste de jazz américain Miles Davis (1926-1991), composé avec Michel Legrand, pour son ultime album Dingo qui constitue la musique du film franco-australien Dingo (1991) réalisé par Rolf de Heer.

## Histoire
Rolf de Heer réalise cet unique film de Miles Davis, sorti en janvier 1992, après sa disparition en septembre 1991 (et ultime album posthume, avec Doo-Bop, sortis en 1992). Michel Legrand participe à la composition de la musique du film, et à son enregistrement au piano et synthétiseur (après leur premier album commun Legrand Jazz de 1958),.
Le film raconte l'histoire de John, jeune trompettiste inconnu du bush australien, qui réalise « le rêve de sa vie » de jouer un jour avec Miles Davis, son idole, lors d'une jam session (The Jam Session,) sur une scène de club de jazz parisien,. Histoire partiellement inspirée des souvenirs de Miles Davis, jeune trompettiste alors inconnu âgé de 18 ans, qui réalise le rêve de sa vie, un jour de 1944, d'être invité pendant un concert par Dizzy Gillespie à jouer avec son idole Charlie Parker, sur une scène de club de jazz new-yorkais.  